# 데미도프

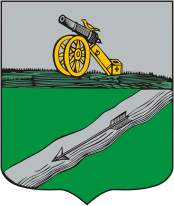
시 문장

데미도프(러시아어: Деми́дов)는 러시아 스몰렌스크주 서부에 위치한 도시로, 인구는 8,786명(2002년 기준)이다. 스몰렌스크(스몰렌스크 주의 주도)에서 북서쪽으로 90km 정도 떨어진 곳에 위치한다. 1499년 포레쳬(Поре́чье)라는 마을이 건설되었고 1776년 시로 승격되었다. 1918년 지금과 같은 이름으로 변경되었다.